# Bolesław Kowalski (lekarz)
Bolesław Kowalski (ur. 26 września 1885 w Ostrowie Wielkopolskim, zm. 3 grudnia 1945 w Poznaniu) – profesor, dyrektor Zakładu Położniczo-Ginekologicznego Poznańskiego Wojewódzkiego Związku Samorządowego w Poznaniu (1919–1945).

## Życiorys
Urodził się w Ostrowie Wielkopolskim w rodzinie Klemensa i Marii z Ciechowiczów. W 1906 zdał egzamin dojrzałości. Ukończył studia medyczne na Uniwersytecie Fryderyka Wilhelma w Berlinie. Następnie pracował we Wrocławiu u prof. Pistnera jako prymariusz. 
W 1919 przeprowadził się do Poznania, habilitował się na Uniwersytecie Poznańskim. Został mianowany prymariuszem w Krajowej Klinice dla Kobiet i Szkole Położnych. W 1921 został kierownikiem, a następnie - dyrektorem tej Szkoły. W 1921 został powołany na wykładowcę i egzaminatora z ginekologii i położnictwa na rok akademicki 1921/22 na Wydziale Lekarskim Uniwersytetu Poznańskiego. W 1926 założył Poznańskie Towarzystwo Ginekologiczne.
Podczas II wojny światowej wysiedlony do Generalnego Gubernatorstwa, gdzie przebywał przez cały okres okupacji.
W marcu 1945 powrócił do Poznania i objął ponownie kierownictwo kliniki.
W okresie swej działalności lekarskiej wyszkolił trzech asystentów ginekologów oraz wydał ok. 25 dzieł naukowych.
Ożenił się z Franciszką von Bernhöft (1882–1960). Mieli dwoje dzieci.
Zmarł na atak serca. Pochowany 6 grudnia 1945 na cmentarzu Jeżyckim (kwatera L-0b-32).